# Inozitol
Inozitolul sau ciclohexan-1,2,3,4,5,6-hexol este un polialcool cu formula chimică C6H12O6 sau (-CHOH-)6. Este un polialcool ciclic, adică un ciclitol.
Ca glucidă, gustul dulce este jumătate în comparație cu zaharoza.
Inozitolul este implicat în sinteza lipidelor.